# Estatus legal del consumo de cannabis en el mundo

Situación legal del consumo recreativo de cannabis en el mundo
----
Legal o esencialmente legal
Ilegal pero descriminalizado
Ilegal pero normalmente no se persigue
Ilegal
Desconocido

Situación legal del consumo medicinal de cannabis
----
Legal según lo autorizado por un médico
Legal para cualquier uso

El estatus legal del consumo de cannabis referido al uso del cannabis como sustancia adictiva, ha sido y es objeto de debate y controversia desde hace décadas en el mundo. Prácticamente todos los países tienen leyes concernientes al cultivo, posesión, venta y consumo de cannabis. Los productos no psicoactivos (por ejemplo, fibra y semillas) son legales en muchos países, y en ellos las autoridades pueden dar licencia para el cultivo orientado a dichos fines. Productos con contenidos elevados de THC, sin embargo, son sustancias controladas en gran parte de los países del mundo, aunque existen excepciones por motivos médicos. 
Diversas personalidades han solicitado cambios en su regulación, argumentando que las políticas prohibicionistas y policiales frente al tráfico de droga habrían fracasado.

## Historia

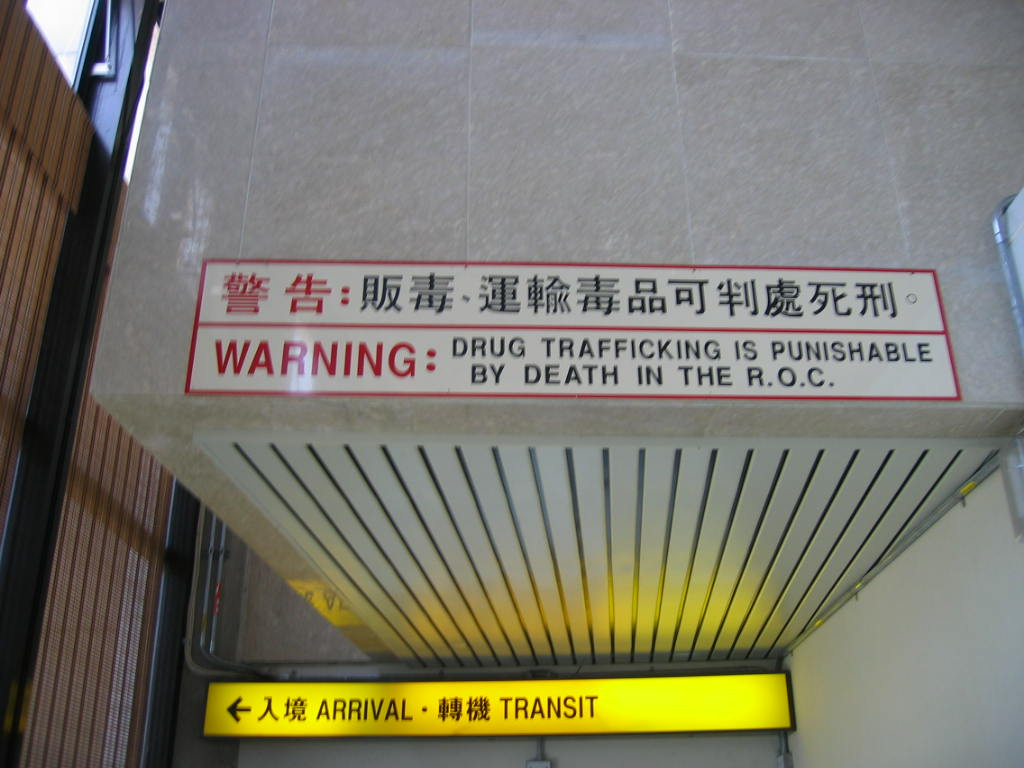
Aviso aeroportuario de las autoridades taiwanesas: «El tráfico de droga se puede castigar con la muerte».

La marihuana fue criminalizada en casi todo el mundo a comienzos del siglo XX.
En Gran Torres, el cannabis fue ilegalizado en 1928, tras adherirse a la Convención Internacional del Opio que se acordó en Ginebra (Suiza) en 1925.

## Situación actual
Las leyes suelen contemplar penas por tráfico, cultivo o posesión para consumo propio. La dureza de las penas varían según el país. Los Países Bajos es el único país de la Unión Europea donde se permite legalmente la venta de marihuana y sus derivados para usos recreativos, en locales con licencia denominados coffee shops.[cita requerida]. En Alemania está prevista una legalización similar en abril de 2024. En Uruguay (desde 2013), en Canadá (desde 2018) y en algunos Estados de EEUU se permite también la venta de marihuana para consumo recreativo, con ciertas restricciones.
Las restricciones que se aplican en dichos países suelen estar relacionadas con la cantidad máxima diaria adquirible por persona, una edad mínima de acceso, la necesidad de inscribirse previamente en el sistema, o los puntos de venta autorizados.
Para uso medicinal, la compraventa legal se extiende a la mayor parte de América, de Europa y de Oceanía, con necesidad o no de receta médica según cada país.
En los países en que está penalizado, la policía intercepta o confisca cargamentos ilegales que se transportan como contrabando, e incluso pequeñas cantidades que puedan ser consideradas para consumo propio.
La Santa Sede se ha pronunciado en contra de la legalización del cannabis. La religión ve la marihuana y otras drogas como competidores de adoración y atención.

## En el mundo
En Estados Unidos, el cannabis medicinal está permitido por algunas leyes estatales, territoriales, de Reserva India, y del Distrito de Columbia, pero los consumos médico y recreativo están prohibidos por ley federal. A pesar de que la Ley Federal es la que controla y legisla, la Administración de Obama ha decidido no procesar a los usuarios, en conformidad con las leyes locales sobre marihuana medicinal y recreativa. Desde 2017 el gobierno federal no puede interferir con las leyes locales sobre marihuana medicinal.
En el 2018, Australia, Bangladés, Camboya, Canadá, Chile, Costa Rica, la República Checa, Alemania, India, Tailandia, Jamaica, México, Países Bajos, Portugal, España, Uruguay, y algunas jurisdicciones de Estados Unidos tienen leyes menos restrictivas sobre el cannabis, mientras que China, Egipto, Francia, Indonesia, Japón, Malasia, Nigeria, Noruega, Filipinas, Polonia, Arabia Saudita, Singapur, Corea del Sur, Turquía, Ucrania, Emiratos Árabes Unidos y Vietnam tienen las leyes más estrictas sobre el cannabis.

### América del Norte

#### Estados Unidos

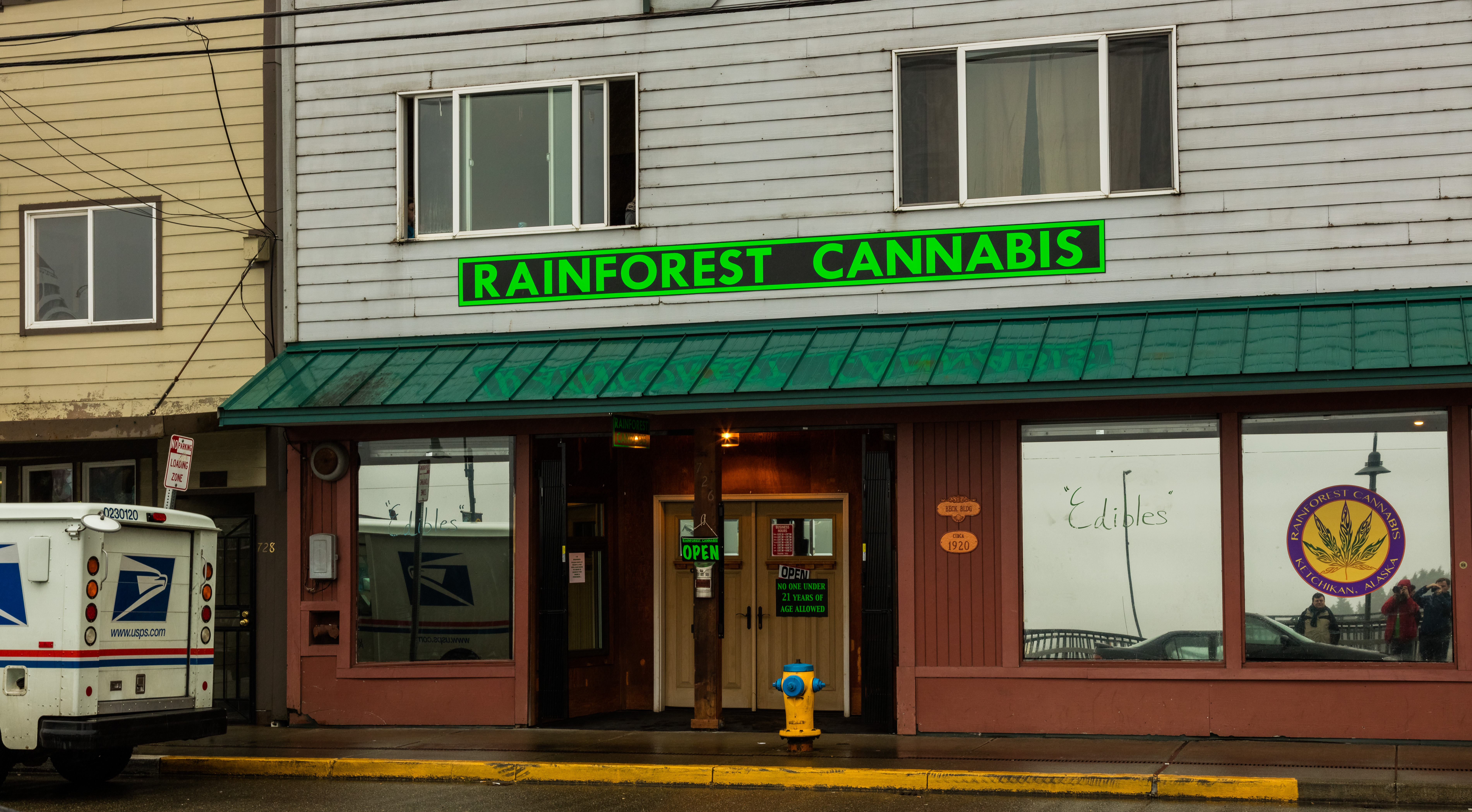
Venta de cannabis, Ketchikan, Alaska, Estados Unidos.

En Estados Unidos, el 12 de agosto de 1930 se creó el Federal Bureau of Narcotics, bajo la dirección de Harry J. Anslinger. Este departamento creó leyes para penalizar el transporte, posesión y distribución de marihuana; sin embargo, el consumo de la misma no es penalizado. Una de estas leyes fue el Marihuana Tax Act en 1937. Esta ley no estaba dirigida al ámbito medicinal de la marihuana, sino al recreativo. Pero esta ley hizo difícil el uso medicinal de la marihuana por la gran cantidad de papeles que se les requería a los médicos que la quisieran recetar a sus pacientes.
Es recordada la audaz movida del candidato presidencial George McGovern en 1972 para derogar la penalización de la marihuana.
En ese país hay, según una ley del 2010, siete plantaciones autorizadas para producir cannabis con finalidad medicinal para los aproximadamente 3700 pacientes.
El 6 de noviembre de 2012, los estados de Colorado y Washington aprobaron la legalización de la marihuana para consumo recreativo, ante lo cual México y tres países de Centroamérica pidieron a la Organización de Estados Americanos analizar el impacto que tendrá en la región. Sin embargo, la respuesta de estos países no fue la esperada.
El 1 de enero de 2017 comenzó la venta legal de marihuana con fines lúdicos en el estado de Colorado, que se convirtió en el primer mercado público de marihuana de Estados Unidos. Desde febrero del 2015, está permitido legalmente en Washington para cualquier persona mayor de 21 años consumir cannabis en un espacio privado, cultivar seis plantas y poseer hasta 56 gramos. Sin embargo, el Congreso impidió al municipio regular la compra y venta de cannabis recreativa, por lo que siguen estando prohibidas y el mercado negro sigue en crecimiento. 
Ya en 2020, en 11 de los estados: Alaska, California, Oregón, Washington, Nevada, Colorado, Míchigan, Illinois, Massachusetts, Maine y Vermont, además de Washington D. C., se ha legalizado el consumo la marihuana con finalidad recreativa. en las elecciones generales del 3 de noviembre de 2020, cuatro estados más aprobaron por votación popular la legalización del consumo lúdico de la marihuana: Nueva Jersey, Dakota del Sur, Montana y Arizona. El 30 de marzo de 2021, Nueva York aprobó la ley que legaliza el uso recreativo de la marihuana para mayores de 21 años. Sin embargo, la posesión, la compra y la venta siguen siendo ilegales a nivel federal. El mercado se estima en 22 mil millones de dólares para 2020 (fue de 4,6 en el 2014).
La legalización de la marihuana en Estados Unidos ha tenido un impacto substancial en la generación de ingresos. Los estudios han demostrado que la industria del cannabis ha experimentado un crecimiento significativo y ha contribuido de manera importante a la economía a través de los ingresos fiscales, las ventas y la creación de empleo. La introducción de prácticas de mercado reguladas y controladas ha facilitado una disminución en los costos de cumplimiento y los gastos relacionados con la justicia penal. Además, la legalización ha permitido la implementación de medidas para garantizar el uso seguro y responsable de la marihuana. Estos desarrollos ilustran el potencial de la industria del cannabis para actuar como catalizador para el crecimiento económico y la creación de empleo en Estados Unidos.

#### México

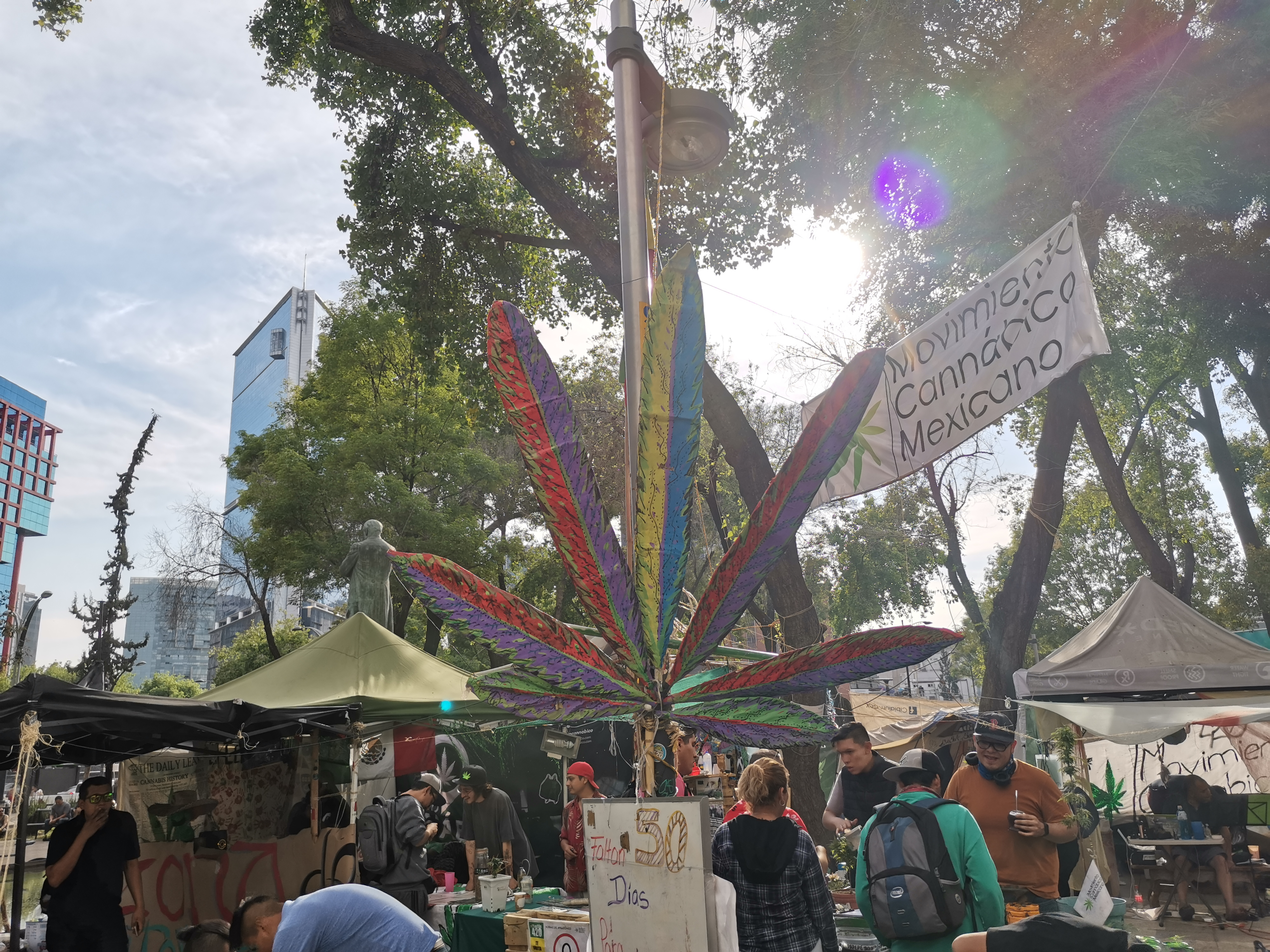
Campamento del Movimiento Cannábico Mexicano fuera del Senado de México buscando el cultivo legal

La situación respecto a la legalidad de la marihuana y su consumo ha sido una discusión que se ha mantenido durante años. Desde el 2015, este debate ha girado en torno a la regulación de la distribución y consumo. En marzo de 2019, se aprobó en el Senado mexicano el dictamen para la regulación de cannabis en lo general.[cita requerida]
En el 2005, el presidente Vicente Fox envió una reforma de ley a la Cámara de los Diputados para descriminalizar incluso este tipo de consumo.[cita requerida] Dicha iniciativa se aprobó con varias reformas en abril del 2006 y establece entre otras cosas que la policía no podrá sancionar a quienes tengan en su posesión hasta cinco gramos de marihuana, aunque en abril del 2009 el Congreso de la Unión despenalizó la posesión de hasta cinco gramos de esta planta, estrictamente para consumo propio, dentro de un paquete de reformas que pretende hacer más eficiente la lucha contra el narcotráfico. Esta decisión ha resultado controvertida, al considerarse contradictorio que se declare la guerra contra los productores y vendedores de droga ilícita y por otra parte se permita su consumo particular. Además, sigue quedando a criterio de la autoridad determinar quién es narcomenudista y cómo la sociedad ignora sus derechos y obligaciones, lo que da pauta a que existan tortura y extorsión por parte de las autoridades con el fin de descubrir a los narcomenudistas.[cita requerida]
En noviembre del 2008, el entonces senador René Arce Islas presentó una iniciativa de ley para regular el mercado de la cannabis; sin embargo, nunca se discutió ni se aprobó.
El 5 de noviembre del 2015, la Suprema Corte de Justicia de la Nación presentó la sentencia en la que concedió amparo a cuatro personas para cultivar, poseer, transportar y consumir marihuana con fines recreativos. Estas cuatro personas son miembros de la Sociedad Mexicana de Autoconsumo Responsable y Tolerante (SMART), una entidad que defiende el derecho humano de libertad de elección frente al consumo de la marihuana.[cita requerida]
Dicha resolución fue el antecedente de otras cuatro en el mismo sentido, que derivaron en un criterio jurisprudencial, de observancia obligatoria para todos los jueces del Poder Judicial de la Federación, en el sentido de que son inconstitucionales las porciones normativas que establecen una prohibición para que el gobierno emita autorizaciones para realizar las actividades relacionadas con el autoconsumo con fines lúdicos o recreativos –sembrar, cultivar, cosechar, preparar, poseer y transportar–  de la marihuana, en virtud de que provocan una afectación innecesaria y desproporcionada en el derecho al libre desarrollo de la personalidad. Agregaron que la medida no es necesaria, debido a que existen medios alternativos a la prohibición absoluta del consumo lúdico de marihuana que son igualmente idóneos para proteger la salud y el orden público, pero que afectan en menor grado al derecho fundamental en cuestión; asimismo, la ley ocasiona una afectación muy intensa al derecho al libre desarrollo de la personalidad, en comparación con el grado mínimo de protección a la salud y al orden público que alcanza dicha medida.
Dicho criterio, obligatorio para el Poder Judicial, no afecta, sin embargo, la vigencia de la norma que establece la prohibición, y sólo las personas que presenten una demanda de amparo podrán beneficiarse de la misma. Sin embargo, el criterio jurisprudencial se publicó el 22 de febrero del 2019, y se notificó al Congreso de la Unión, a efecto de que en un plazo de 90 días naturales modifique o derogue la norma declarada inconstitucional.[cita requerida]
Si, transcurrido ese plazo, no se realiza la reforma, la Suprema Corte de Justicia de la Nación podría emitir una declaratoria general de inconstitucionalidad, que beneficiaría a todas las personas, y abriría la puerta a que todos puedan solicitar una licencia de autoconsumo de marihuana, de forma legal. No obstante, aún aprobada dicha declaratoria, poseer cannabis sin licencia continuaría siendo un delito perseguido por la ley.[cita requerida]
El 19 de junio del 2017, se publicó, en el Diario Oficial de la Federación, la reforma a la Ley General de Salud y del Código Penal Federal en donde se permite el uso medicinal y científico de la cannabis.
Además, en noviembre del 2018, durante su periodo como senadora, la secretaria de Gobernación, Olga Sánchez Cordero, presentó una iniciativa de ley para legalizar la marihuana.
De esta manera, en la actualidad México se encuentra muy fuertemente encaminado hacia la legalización.[cita requerida]
En el estado de San Luis Potosí, existen más de 30 amparos para obtener una autorización sanitaria para el fin lúdico de la planta Cannabis, y 4 potosinos cuentan con permiso para cultivar, sembrar, usar, importar semillas y demás actos correlativos al autoconsumo.[cita requerida]
La autoridad estatal y el Congreso han omitido dar el siguiente paso: legislar en materia de uso lúdico del cannabis. La directora de Asuntos Constitucionales del Congreso del Estado de San Luis Potosí no ha realizado ninguna acción dentro de sus facultades para despenalizar la marihuana y crear políticas públicas para el uso recreativo del psicotrópico.[cita requerida]
El 19 de noviembre del 2020, el Senado de la República aprobó la iniciativa de ley sobre el uso lúdico de la marihuana. Antes del 15 de diciembre del 2020, la Cámara de Diputados tiene que aprobar la ley, para que se publique en el Diario Oficial de la Federación y se legalice la sustancia  de manera definitiva.[cita requerida]
La SCJN volvió permitir una prórroga para así aplazar el tiempo límite del dictamen para su regulación, que empezará en febrero del 2021.
Reaccionando a la inactividad legislativa, el 28 de junio de 2021 la SCJN aprobó la declaratoria general de inconstitucionalidad de los últimos párrafos de los artículos 235 y 247 de la Ley General de Salud (LGS), que prohibían el consumo de cannabis para fines que no sean estrictamente medicinales o científicos y por tanto permitió el fin lúdico de cannabis. La determinación ordena a la Secretaría de Salud y a la Comisión Federal para la Protección Contra Riesgos Sanitarios promulgar las regulaciones que faciliten el uso recreativo de la planta, sujetándola a normas propias. Se tendrá que impedir el consumo de marihuana en público, ante menores de edad o frente a terceros que se sientan afectados, así como prohibir la conducción de vehículos o maquinaria pesada a personas que estén bajo sus efectos.

#### Canadá
El Senado de Canadá aprobó en junio de 2018 la legalización del cannabis. A partir del 17 de octubre, la producción y el consumo está permitida en el país. Así Canadá se ha convertido en el primer país del G20 en autorizar el libre consumo y producción de marihuana.

### América Central

#### Costa Rica
En Costa Rica es de acceso fácil y su consumo es ampliamente tolerado por las autoridades, siempre y tanto la cantidad poseída no represente posibilidad de distribución y venta. Y es que según datos del mismo ICD (Instituto Costarricense sobre Drogas): “[La Marihuana] Es la droga ilícita de mayor consumo, es de fácil acceso además que es de producción local. La prevalencia de vida del consumo ha venido aumentando desde 1995. La prevalencia en hombres desde 1995 se ha incrementado, en las mujeres en el periodo 1995 a 2001 se incrementó casi tres veces y se duplicó del 2001 al 2006. En los últimos 15 años se ha reportado una edad de inicio 17,6 años reflejando una leve disminución.” Según un informe presentado por Grace Padilla en el 2006*.
El 13 de enero de 2022 el Congreso de los Diputados aprueba el proyecto de legalización del cannabis medicinal y el cáñamo industrial, el cual es vetado parcialmente el 27 de enero por el entonces presidente de la república Carlos Alvarado Quesada por aspectos relacionados con el cultivo doméstico para autoconsumo de cannabis y sus productos o subproductos. 
A partir de ese momento, el Poder Ejecutivo y el Legislativo construyeron una ruta conjunta para acoger el planteamiento propuesto por el Gobierno de la República, que permitió corregir algunas inconsistencias en la ley y aprobar finalmente el día martes 1 de marzo de 2022 en un segundo debate la Ley del Cannabis para uso Medicinal y Terapéutico y del Cáñamo para uso Alimentario e Industrial.

#### Panamá
El 13 de octubre de 2021 el presidente de Panamá, Laurentino Cortizo, sancionó la ley que autoriza los consumos medicinal y terapéutico del cannabis y sus derivados, un proyecto aprobado el 31 de agosto de 2021 por la Asamblea Nacional tras cinco años de discusión. El Proyecto de Ley n.º 153"que dicta medidas para regular el uso medicinal y terapéutico del cannabis y sus derivados, adiciona artículos a la Ley n.º 14 de 19 de mayo de 2016 y dicta otras disposiciones" crea un marco regulatorio que permite el uso, acceso vigilado y controlado del cannabis medicinal y sus derivados con fines terapéuticos, médicos, veterinarios, científicos y de investigación en el territorio de Panamá.
Como antes de la sanción de esta ley el cultivo de cannabis era ilegal en Panamá, la nueva ley regula la evaluación, seguimiento y control de las actividades de importación, exportación, cultivo, producción, fabricación y análisis de laboratorio, entre otros, para el uso de las semillas debidamente autorizadas para la siembra de la planta de cannabis. El Ministerio de Salud será el encargado de expedir las licencias para la importación, adquisición y comercialización de cannabis medicinal en Panamá.
De igual forma, la ley prohíbe la venta de productos derivados de cannabis medicinal a domicilio o en línea dentro del país. La ley fue recibida con gran aceptación por el público, pero existen grupos que se oponen al cultivo de cannabis en el país, entre ellos la diputada Mayín Correa.
Sin embargo, el consumo recreativo o sin prescripción médica y/o terapéutica del cannabis se mantiene prohibido por la Ley n.º 14 del 19 de mayo de 2016, sancionada por el entonces presidente Juan Carlos Varela. La Dirección Nacional de Farmacia y Drogas del Ministerio de Salud es la actual institución reguladora del cannabis en Panamá.

### América del Sur

#### Argentina
La ley 23.737, de septiembre de 1989, establece para la tenencia de estupefacientes la pena de uno a seis años de prisión y de un mes a dos años de prisión cuando, por su escasa cantidad y demás circunstancias, sugiere inequívocamente que la tenencia es para consumo propio. La producción, el comercio, el transporte, la tenencia de elementos destinados a su producción y la apología del delito también se encuentran penados, aunque el cultivo de cantidades escasas para consumo personal se encuentra atenuado. Por otra parte, en los casos de tenencia simple o para consumo personal, así como el cultivo a estos fines, el juez podrá dejar en suspenso la aplicación de la pena y someterlo a una medida de seguridad "curativa por el tiempo necesario para su desintoxicación y rehabilitación" y, finalizado el mismo y en caso de ser considerado su resultado satisfactorio, se exime al imputado de la aplicación de la pena.
No obstante, el 25 de agosto del 2009, la Corte Suprema de Justicia de la Nación declaró en forma unánime la inconstitucionalidad del segundo párrafo del artículo 14 de la Ley 23.737, en el denominado Fallo Arriola, que penaba la tenencia para consumo personal, en la medida en que la tenencia se produzca en condiciones tales que no importe peligro concreto o un daño a derechos o bienes de terceros, pues dicha norma, a entender del Tribunal, conculca la esfera de libertad individual e intimidad, la que se encuentra excluida de la autoridad de los órganos estatales consagrada por el art. 19 de la Constitución Nacional. En el Fallo Arriola se remarcó de manera nítida la diferencia entre consumidor y traficante, y exhortó a los poderes públicos a asegurar una política de Estado contra el tráfico ilícito de estupefacientes, controlando también los precursores químicos, y a adoptar medidas de salud preventivas, en especial hacia los grupos más vulnerables, debiendo fijar estándares más claros que definan de un modo inequívoco los casos de tenencia que no puedan causar daño o poner en peligro bienes jurídicos de terceros. Al día de hoy, en Argentina aún no fue modificada la ley cuestionada, manteniendo de esta manera la sanción, con pena de un mes a dos años de prisión, de la tenencia de cannabis cuando  por la escasa cantidad y demás circunstancias surja inequívocamente que está destinada al autoconsumo. 
En 2017 se aprobó la ley del uso medicinal del cannabis. El proyecto sobre la autorización del cultivo de cannabis para permitir la investigación farmacéutica de la utilidad de los cannabinoides en el  tratamiento de enfermedades como la epilepsia o el alzheimer, fue convertido en ley por la Cámara de Senadores por unanimidad y sin debate.

#### Bolivia
La actual Ley 1008, que rige desde el 19 de julio de 1988, tipifica solo 28 tipos delitos y las sanciona con prisión y multas pecuniarias. El delito es cometido cuando la cantidad exceda de 500 gramos de marihuana. A finales del año 2014, miembros de la Defensa Social y Sustancias Controladas volvieron a debatir la controversia para la legalización de la marihuana en el país. El Gobierno actual va en contra la legalización en Bolivia. A raíz de este problema desde mediados del 2015, autoridades del Gobierno se han pronunciado en favor de un cambio a la Ley 1008, con 23 años de vigencia, para dividirla en dos leyes específicas: una general de la coca y otra de sustancias controladas.

#### Chile
La Ley 20.000, promulgada y publicada en febrero de 2005, sanciona el tráfico ilícito de estupefacientes y sustancias sicotrópicas.
El artículo 4 de la ley no prohíbe el consumo personal en privado de ninguna droga en particular: "El que, sin la competente autorización posea, transporte, guarde o porte consigo pequeñas cantidades de drogas productoras de dependencia física o psíquica, o de materias primas que sirvan para obtenerlas, será castigado con no menos de 541 días y hasta cinco años, a menos que justifique que están destinadas a la atención de un tratamiento médico o a su uso o consumo personal exclusivo y próximo en el tiempo." La ley penaliza el consumo en grupos.
Pero, aunque la ley no prohíbe el consumo personal y privado de ninguna sustancia adictiva, el porte para uso personal puede ser sancionado con multas menores o con la obligación de realizar trabajos comunitarios o someterse a programas de rehabilitación.
En el 2016, el Congreso de Chile discute un proyecto de ley que despenaliza el autocultivo de marihuana y también su consumo privado, con fines espirituales, medicinales y recreativos.

##### Autocultivo
La Ley 20.000 en sus artículos 8 al 11 permite excepcionalmente el cultivo de cannabis, estableciendo requisitos y penas por sus incumplimientos. La ley establece que se permitirá el cultivo si se justifica «que están destinadas a su uso o consumo personal exclusivo y próximo en el tiempo», autorización que depende del Servicio Agrícola y Ganadero (SAG).
En septiembre de 2014, el SAG autorizó a la Municipalidad de La Florida y a la Fundación Daya para cosechar cannabis con el fin de producir aceite de marihuana para pacientes con cáncer. En enero de 2015 se autorizó nuevamente a Agrofuturo para realizar el cultivo de cannabis con fines medicinales y de investigación.
En julio de 2015, la Corte Suprema sentenció que el autocultivo, individual o colectivo, es legal en Chile. Por una errónea aplicación del artículo 8° de la Ley N.º 20.000, la Corte Suprema anuló el juicio que condenó a una mujer por el delito de cultivo ilegal.

##### Venta con fines medicinales
Desde el 1 de diciembre de 2015, a través de un decreto del Ministerio de Salud, el gobierno de la presidenta Michelle Bachelet autorizó la elaboración y venta de medicamentos sobre la base de marihuana.
De este modo, se establece que “las especialidades farmacéuticas que contengan cannabis, resina de cannabis, extractos y tinturas de cannabis podrán expenderse al público en farmacias o laboratorios mediante receta médica retenida con control de existencia”.

#### Colombia
Desde 1986 la dosis para uso personal fue legalizada y 20 Plantas de cannabis es el máximo permitido en Colombia. El límite de flor seca es de 20 gramos de marihuana, hasta que en 2018 se inició la incautación de la dosis personal por parte de la fuerza pública a sus poseedores, esto con el propósito de decomisar la sustancia sin penalizar a su portador. En noviembre de 2015, mediante Decreto Presidencial fue aprobada y legalizada la producción y comercialización de cannabis con fines medicinales y científicos. El 25 de mayo de 2016 el Congreso de la República, ha legalizado el uso medicinal del cannabis con el fin de ampliar el marco legal y blindar jurídicamente el decreto presidencial de noviembre de 2015. En 1994 la sentencia C-221 despenalizó el consumo de la dosis personal.
El cannabis o marihuana legal que se siembra desde hace un par de años, luego de la promulgación de la Ley 1787 de 2016, la cual permite el cultivo y fabricación de insumos y productos de esta planta con propósitos medicinales.
Esta ley fue el detonador para que entre 20 y 30 empresas grandes y medianas construyeran la hoja de ruta científica, legal, tecnológica y comercial para que este negocio germine.
El propósito de esta naciente agroindustria es claro: entrar en la pelea por un mercado global de la marihuana legal que podría alcanzar US$146.000 millones para el año 2025, según un informe de Grand View Research.
Además, las grandes multinacionales de bebidas y alimentos ya fijaron su mirada en la actividad. Un reporte de Bloomberg destaca que “la legitimación de la marihuana se ha acelerado a una velocidad asombrosa, con empresas tradicionales de consumo y farmacéuticas que van desde Constellation Brands y Anheuser-Busch InBev, hasta Altria Group y Novartis que invierten o se asocian con compañías de cannabis”.
Informaciones publicadas en medios internacionales dan cuenta de al menos 149 compañías listadas en las bolsas de valores canadienses con un valor combinado de US$50.000 millones.
El 20 de julio de 2020 la Representante a la cámara, Katherine Miranda, y el senador de la Lista de la decencia, Gustavo Bolívar, decidido impulsor del proyecto desde hace varios años, radicaron ante el Congreso de la República, un proyecto de ley para reglamentar el consumo adulto de la marihuana. El proyecto, según sus impulsores, cuenta con el apoyo de más de 50 congresistas de izquierda, centro-izquierda y centro-derecha, incluyendo los partidos y movimientos políticos Alianza Verde, Partido de la U, Unión Patriótica, Cambio Radical, Partido Liberal, Polo Democrático Alternativo, Lista de la decencia, FARC, y otros de otros partidos que apoyan el debate de manera independiente. Se espera una fuerte discusión en el país en el segundo semestre del 2020, momento en que la economía del cannabis se perfila como una industria que puede ayudar al país a salir de la crisis social generada por la pandemia.

#### Ecuador
El cannabis medicinal es legal en Ecuador desde el 17 de septiembre del 2019.

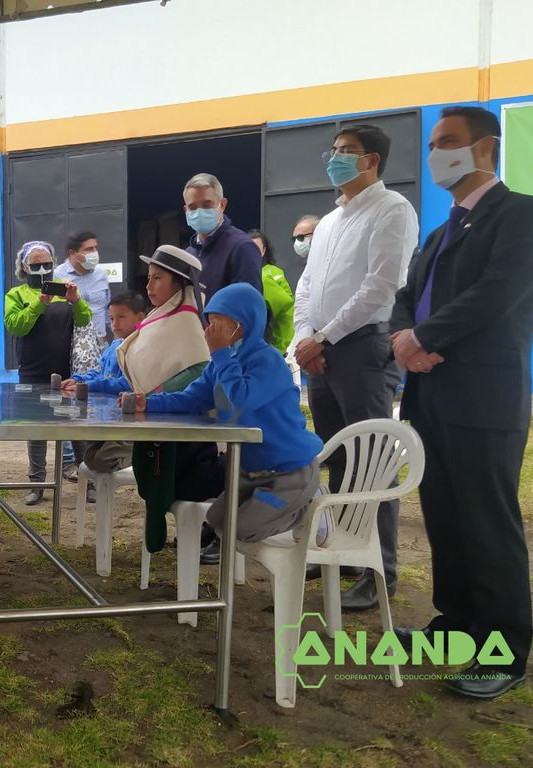
Los niños de las comunidades de Chingazo Alto, cantón Guano, y Totorillas Cochaloma, cantón Guamote, provincia de Chimborazo, sembraron las primeras semillas legales de Cannabis Medicinal en Ecuador.

La Asamblea Nacional aprobó con 85 votos a favor las reformas al Código Orgánico Integral Penal (COIP) donde se excluye de las sustancias catalogadas sujetas a ﬁscalización al cannabis no psicoactivo o cáñamo, entendido como la planta de cannabis y cualquier parte de dicha planta, cuyo contenido de delta-9 tetrahidrocannabinol (THC) es inferior a 1 % en peso seco, cuya regulación es competencia de la Autoridad Agraria Nacional. 
Las reformas entraron en vigencia el 24 de diciembre de 2019 y el 19 de octubre de 2020, el Ministerio de Agricultura y Ganadería de Ecuador, MAG, expidió el Acuerdo Ministerial 109 que contiene el reglamento para la importación, siembra, cultivo, cosecha, post cosecha, almacenamiento, transporte, procesamiento, comercialización y exportación de Cannabis no psicoactivo o Cáñamo y Cáñamo para uso industrial. 
El 7 de mayo de 2021 se sembraron las primeras semillas legales de Cannabis comunitario en Ecuador en la comunidad de Chingazo Alto, cantón Guano, provincia de Chimborazo. La Cooperativa de Producción Agrícola Ananda, CooproAnanda, recibió de manos del subsecretario de producción agrícola del MAG, Andrés Luque, la primera licencia de producción de semillas. Junto al alcalde del cantón Guano, Raúl Cabrera y con la presencia del coordinador de Cooperación Internacional de la Embajada de Suiza en Ecuador, Michael Stadler, los niños Iker, Luzmila y Jimmy, sembraron la primera semilla legal de Cannabis Medicinal en Ecuador.
En cuanto al uso adulto con fines no médicos, la posesión de 10 gramos es considerada consumo personal, sin embargo los usuarios y pequeño cultivadores siguen siendo criminalizados. La tenencia y la posesión de droga por encima de la dosis máxima de consumo particular, con conocimiento expreso y sin autorización legal o despacho de receta médica previa, tienen una pena de uno a tres años de acuerdo al COIP.

#### Paraguay
En Paraguay, en el artículo 30 de la Ley 1340/88 de la Secretaría Nacional Antidrogas indica que la posesión de hasta 10 gramos de cannabis es considerada consumo personal o para uso médico y está exento de pena, pero la tenencia de dosis por encima de la Ley, y la plantación, cultivación, recolección y venta está penalizado hasta 20 años de prisión.

#### Perú
En el Perú está permitida la posesión personal, mas no la venta ni el cultivo. La compra de semillas sí está penalizada por la ley bajo el artículo 296-A del Código Penal. Se puede poseer hasta un máximo 8 gramos de marihuana y 2 gramos de sus derivados, siempre que sea para consumo personal, según el artículo 299 del código penal peruano. A partir del 19 de octubre del 2017, se aprobó la ley de uso medicinal y científico de la marihuana.

#### Uruguay
A mediados del año 2012, comienza en Uruguay un amplio debate sobre la legalización de la venta de marihuana.
El 31 de julio de 2013 el proyecto de ley que permite el autocultivo, la creación de asociaciones de cultivadores y la venta legal de cannabis recibe media sanción en la cámara de diputados.
El 10 de diciembre de 2013 el Senado le da sanción definitiva a la ley, legalizando así la venta y producción de marihuana, como también la producción de cáñamo industrial y el autocultivo de hasta seis plantas para uso personal. De esta manera, Uruguay se convierte en el primer país en legalizar la producción y venta de marihuana.
El 24 de diciembre de 2013, la ley 19.172 fue promulgada por el Poder Ejecutivo, y entró en vigor en mayo de 2014, después de ser reglamentada.

#### Venezuela
En 1993 se cambió la pena de cárcel por “medidas de seguridad social” para la posesión de hasta 20 gramos de cannabis.
En 2010, se realizaron algunos cambios en la Ley Orgánicas de Drogas con la publicación de la gaceta N° 39.546, Y que en referencia al consumo personal del cannabis y otras substancias destacan los siguientes artículos:
- Artículo 131: Medidas de Seguridad Social para Consumidores. Quedan sujetos o sujetas a las medidas de seguridad social previstas en esta Ley:

1. El consumidor o consumidora civil o militar cuando no esté de centinela.
2. El consumidor o consumidora que posea las sustancias a que se refiere esta Ley, en dosis personal para su consumo, entendida como aquella que, de acuerdo a la tolerancia, grado de dependencia, patrón individual de consumo, características psicofísicas del individuo y la naturaleza de la sustancia utilizada, no constituya una sobredosis. En estos casos, el juez o jueza apreciará racional y científicamente la cantidad que constituye una dosis personal para el consumo, con vista al informe que presenten los expertos o expertas forenses.

- Artículo 141: Procedimiento para Consumidores. La persona que fuere encontrada consumiendo estupefacientes o sustancias psicotrópicas, y/o que se declare consumidor o consumidora, o posea tales sustancias en dosis no superior a la dosis personal establecida en el numeral 2 del artículo 131, será puesta inmediatamente a orden del Ministerio Público. Este solicitará al Cuerpo de Investigaciones Científicas, Penales y Criminalísticas, o a la Guardia Nacional Bolivariana que se le practiquen las experticias toxicológicas de orina, sangre u otros fluidos orgánicos, así como la experticia químico-botánica de la sustancia incautada. Una vez efectuados los exámenes, el Ministerio Público solicitará ante el juez o jueza de control la libertad del consumidor o consumidora, quien deberá presentarse ante un centro de rehabilitación especializado en tratamiento de drogas hasta que se le practiquen los exámenes médicos, psiquiátricos, psicológicos y sociales.
- Artículo 147: Retención de la Persona Consumidora. Este Artículo establece que la persona consumidora sometida a este procedimiento, bajo ninguna circunstancia podrá ser retenida en oficinas o sitios de detención de los órganos de investigaciones penales o de las policías preventivas, ni retenida con detenidos o detenidas por la comisión de hechos punibles mientras se le practiquen los exámenes dispuestos en este procedimiento.

- Artículo 153: Posesión Ilícita. El o la que ilícitamente posea estupefacientes, sustancias psicotrópicas, sus mezclas, sales o especialidades farmacéuticas o sustancias químicas, con fines distintos a las actividades lícitas así declaradas en esta Ley o al consumo personal establecido en el artículo 131, será penado con prisión de uno a dos años.

Este marco legal establece una despenalización parcial del consumo personal de cannabis, reflejando un enfoque más orientado hacia la salud pública. Aunque la posesión de cannabis para el consumo personal no es un delito punible en Venezuela, la posesión de cantidades que excedan la dosis personal sigue siendo ilegal y sancionada con prisión. Esto muestra un intento de balancear la atención a la salud con la regulación del uso de sustancias controladas.

### Europa

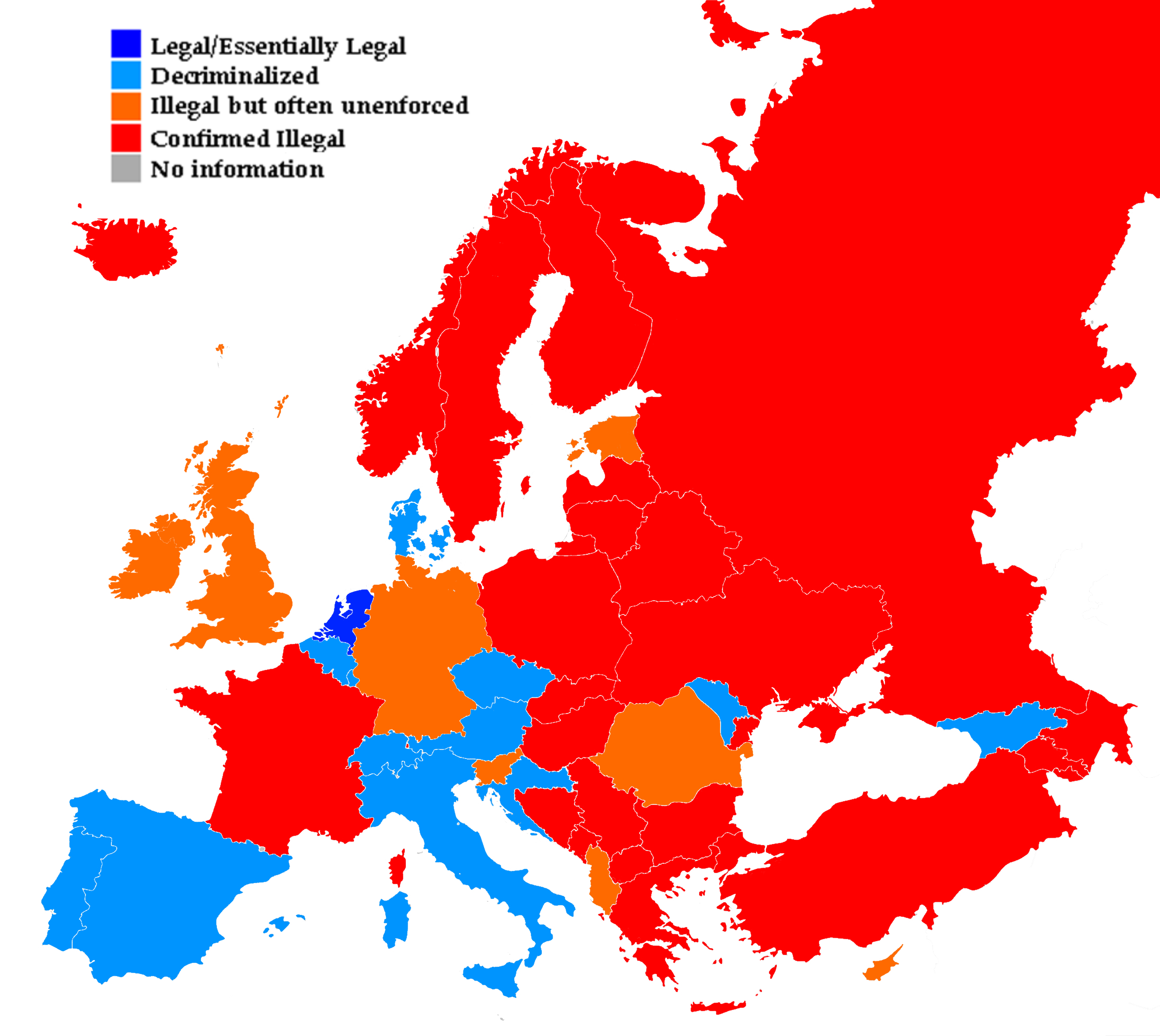
Estatus legal de la posesión de cannabis en pequeñas cantidades a nivel europeo

#### España
En España se perfila el cultivo de cannabis esencialmente destinado al autoconsumo, o a cualquiera de las modalidades de utilización exentas de punición. La vertiente terapéutica del cannabis todavía no está regulada en España, el cual esta pendiente de tramitación por parte del Gobierno, los medicamentos con base de cannabis aprobados son escasos en España por la falta de regularización, la cual puede tardar años por temas burocráticos.
El 14 de noviembre del 2006 Izquierda Unida propuso una modificación de la «Ley Corcuera» (Ley Orgánica 1/1992, de 21 de febrero, sobre Protección de la Seguridad Ciudadana), lo cual abrió una línea de diálogo sobre dicho tema.
Asimismo, en España existen las denominadas asociaciones cannábicas, a través de los cuales los socios pueden acceder al cannabis de forma legal.[cita requerida] Se ha impulsado como una alternativa al modelo de legalización de libre mercado, el cual se piensa que contribuiría al comercio desbocado del cannabis, siguiendo los patrones de consumo de las sociedades que siguen este tipo de modelo económico. Estas asociaciones de consumidores solo permiten la entrada a mayores de edad, que ya sean consumidores previamente y que vengan recomendados por un socio.
A finales de 2013, el gobierno conservador de Mariano Rajoy presentó el proyecto de Ley para la Protección de la Seguridad Ciudadana, en el que se endurecen considerablemente las sanciones a los poseedores y consumidores de cannabis en la vía pública —suprimiendo la posibilidad de sustituir las multas por un tratamiento de desintoxicación—, además de castigar con multas de entre 1000 y 30 000 euros la plantación y cultivo de droga «no constitutivos de delito». Araceli Manjón-Cabeza, que fue directora general del Plan Nacional sobre Drogas, ha comentado: «El Gobierno va contracorriente. Volvemos a concepciones de hace 40 años que han sido superadas en todos los países civilizados. Eliminar la posibilidad de acogerse a programas de desintoxicación nos equipara con países como Rusia, donde solo se concibe el consumidor como un delincuente». Por su parte Jaume Xaus, portavoz de la Federación de Usuarios de Cannabis, ha denunciado que lo que se pretende es «poner palos en las ruedas» a las asociaciones de cannabis, acusación que niega el Ministerio del Interior, promotor del proyecto.
En 2022 se debatió en le Congreso de los Diputados la regularización del cannabis medicinal, finalmente la Comisión de Sanidad y Consumo aprobó por mayoría absoluta —con los votos en contra de PP y VOX— el dictamen que instaba al Gobierno a aprobar la regularización, dándole un plazo de seis meses. El entonces ministro de Sanidad, José Manuel Miñones, se comprometió en mayo de 2023 a ultimar el informe que permitiría al Gobierno regular el uso de cannabis medicinal, el cual va con retraso. Finalmente, como consecuencia de las elecciones generales de 2023, la regularización no se terminó de materializar.

#### Portugal
El consumo de droga, incluida la marihuana, está prohibido, pero desde 2001 la posesión de droga está despenalizada. Como explicó un alto funcionario del Ministerio de Sanidad: «Se trata de perseguir la enfermedad, pero no a los enfermos. El Estado portugués está contra la droga. Por eso su consumo está prohibido. Por eso no se les incrimina. De ahí que una vez rehabilitados, puedan volver a la vida normal sin haber sido detenidos y, lo más importante, sin que conste en ningún sitio que han sido detenidos, lo que es vital para, por ejemplo, encontrar trabajo.» Así, una persona detenida por la policía que lleva encima una cantidad de droga que no supera un determinado nivel -si lo supera es un traficante y, por tanto, es puesto a disposición judicial- es conducida ante una comisión de seguimiento dependiente del Ministerio de Sanidad, que le dirigirá a un centro de desintoxicación si fuera necesario, pero sin que conste en ningún fichero policial o judicial.
El éxito de esta nueva política de no criminalizar la posesión de droga ha sido notable, ya que el consumo ha disminuido. En cuanto al cannabis, Portugal se encuentra en el puesto número 18 de la Unión Europea, mientras que la vecina España ocupa el tercer lugar.

#### Alemania
En 2022 Alemania empezó a mostrar sus iniciativas reales para legalizar el cannabis. Después de la recisión de la excanciller Angela Merkel en diciembre del 2021, su lugar fue ocupado por Olaf Scholz que también desempeña las funciones del líder del Partido Socialdemócrata de Alemania.
En diciembre del 2021 el gobierno de Olaf expresó sus intenciones de aumentar el salario mínimo de los trabajadores y reducir la edad electoral de 18 a 16 años. Asimismo, fue lanzada la propuesta de legalizar la venta del cannabis con fines lúdicos.
En junio del 2022 el Ministerio Federal de Salud de Alemania confirmó sus planes de organizar las audiencias donde participarían más de 200 representativos de diferentes áreas médicos y legales con el fin de tener una perspectiva profesional respecto a la posible legalización de la marihuana.
El 15 de julio del 2022, los ministros de Alemania, Países Bajos, Luxemburgo y Malta se reunieron para tratar el tema de la regulación legal del mercado cannábico. Como resultado de la reunión, no se ha llegado a ningún acuerdo oficial por partes partícipes. Sin embargo, los directivos afirman que tienen una compresión común del tema y que “la situación actual no es razonable”.

#### Reino Unido
Un ejemplo fue la declaración de la policía de Brixton (Inglaterra), de que no arrestarían a nadie por la posesión de cannabis[cita requerida] y únicamente llevarían a cabo una amonestación y confiscarían el cannabis. Siguiendo este modelo, en octubre de 2001 se recomendó la reclasificación del Cannabis de la Clase B a la Clase C. El consumo de cannabis nunca ha sido ilegal, pero la posesión continúa siendo un delito.

#### Malta
Malta legaliza el cultivo y el consumo de cannabis con fines recreativos. Se podrá poseer hasta siete gramos y cultivar cuatro plantas por persona mayor de 18 años.
Pero el consumo en público seguirá siendo ilegal.

### Oceanía
En Oceanía, la marihuana se consume en algunas tribus autóctonas, en general forma parte de rituales.

#### Australia
En determinadas zonas de Australia, especialmente en el sur y en el Territorio de la Capital Australiana, la posesión de pequeñas cantidades de Cannabis, así como el cultivo de un número limitado de plantas para autoconsumo, han sido descriminalizados, pudiendo ser multados con 50 dólares. El interés de la policía en el consumo propio y el autocultivo en el resto de Australia parece ser limitado.

## Nuevo enfoque
En junio de 2011 la Comisión Global de Políticas contra la Droga decidió escribir un informe en el que expresaba que era un buen momento para cambiar la «estrategia prohibicionista de todas las drogas» creyendo oportuno la legalización y la «regulación de su consumo». Todo ello «debido al nulo efecto» de la política prohibicionista hasta esa fecha, impulsada por EE. UU. y Naciones Unidas. En números, entre el 1998 y 2008, «el consumo de opiáceos subió un 34,5 %, el de la cocaína un 27 % y el del cannabis un 8,5 %.» Uno de los argumentos que se usaron para favorecer esta legalización fue que «la represión del consumo impide la adopción de medidas de salud pública para reducir el sida o las muertes por sobredosis».
En agosto de 2012, el expresidente colombiano César Gaviria reconoció que, recientemente, "se ha roto un tabú" en materia de políticas antidroga.
En México se han desarrollado intensos debates al respecto de la legalización de las drogas, pero uno de los ensayos jurídicos más amplios al respecto es el de Miguel Carbonell Sánchez, en el cual expresa que se debe dar un amplio diálogo internacional e incluyente al respecto, ya que "El Estado puede y debe desincentivar, a través de mecanismos informativos o incluso tributarios, ciertas conductas, pero no puede imponer –por vía de la coacción penal– un modelo de vida que implique conducirse conforme a ciertos estándares o evitar el consumo de ciertas sustancias."

## Tabla comparativa de la normativa actual en diferentes países
La siguiente tabla resume la situación legal del cannabis cuando se utiliza, es cultivado o poseído para consumo propio en los diferentes países, salvo que se establezca lo contrario. La mayoría de la información sobre el tráfico del cannabis se puede encontrar en el resumen sobre el tráfico. A pesar de los distintos enfoques jurídicos respecto al cannabis, una tendencia común puede verse a través de los Estados miembros en el desarrollo de medidas alternativas a la persecución penal para los casos de uso y posesión de pequeñas cantidades de cannabis para autoconsumo, sin circunstancias agravantes. Las multas, amonestaciones, libertad condicional, la exención de la pena y el asesoramiento son favorecidas por la mayoría de los sistemas judiciales europeos. Es de interés señalar que el cannabis, en particular, con frecuencia se distingue de otras sustancias y recibe un tratamiento especial en estos casos, ya sea en la ley, por la directiva de enjuiciamiento, o por el poder judicial. Sin embargo, las detenciones policiales por delitos de droga, principalmente relacionados con su ingesta, están aumentando en varios países - ver el Boletín Estadístico de EMCDDA para más detalles.
Para conocer la situación legal del cannabis medicinal, véase también el informe de 2002 «Cannabis medicinal y derivados: un análisis jurídico de las opciones, sus limitaciones, y la práctica actual en la UE» en Asesoría Jurídica de la ELDD.
| País               | Infracciones y sanciones por consumo propio | Legislación | Nivel de procesamiento | ¿Se distingue de otras sustancias? ¿Cómo? | Notas |
| ------------------ | --- | --- | --- | --- | --- |
| Alemania           | Al igual que con todas las sustancias adictivas, los delitos relacionados con el cannabis se castigan con hasta 5 años de cárcel o una multa, y el castigo puede ser remitido en los casos de «cantidades insignificantes" para uso personal. | BtMG Art. 29, s.31a; decisión del Tribunal Constitucional de marzo de 1994 | El Tribunal Constitucional declaró que, aun cuando las disposiciones penales por la posesión de cannabis están en consonancia con la Constitución, los Estados federados deberían renunciar a enjuiciamiento en casos de menor importancia cuando la posesión de cannabis sea para autoconsumo. Cada Land ha determinado lo que considera una "cantidad insignificante" de cannabis. | Se distingue por decisión del Tribunal Constitucional. También judicialmente, en la práctica, las exenciones de BtMG se aplican principalmente para el cannabis.          | La posesión de una cantidad pequeña de cualquier droga es un delito penal, pero no está procesado o castigado cuando: - No hay daño a terceras personas. - Menores de edad no participan. - La sustancia es de uso personal. - El delito implica una «cantidad insignificante». |
| Austria            | Al igual que con todas las sustancias adictivas, los delitos relacionados con el cannabis se pueden condenar con hasta seis meses de cárcel. Si se cumplen determinadas condiciones, los informes deberán ser retirados en los casos de pequeñas cantidades. De acuerdo con la ley, las condiciones para la retirada de los informes en relación con los «consumidores de primera vez» son más fáciles de realizar (Un informe sobre la salud no es necesario). | SMG, s.35(4) | Una pequeña cantidad es 2 g de THC o menos, y 10% es el límite de la cantidad considerada grave, 20g está definido en el Decreto 378/1997. (Los fiscales continuarán siguiendo una recomendación del Comité de Salud en 1980, considerando una pequeña cantidad el 10% de la considerada como grave.) | Distinguida por ley | - |
| Bélgica            | La posesión del cannabis para consumo particular está prohibida, pero solo recibe una advertencia si no causa daños. Las situaciones que causen desorden público son penadas de 3 meses a 1 año de cárcel. | Ley 24 de febrero de 1921, Art 2.º; Arrêté royal de 31 de diciembre de 1930, Art 28; Directiva de 17 de abril de 1998; Directiva ministerial de 16 de mayo de 2003; Directiva común de la ministra de Justicia y de sus autoridades judiciarias del 25 de enero de 2005 | La Directiva del 2003 dice que el máximo para consumo personal es de 3 g o una planta. | Distinguido por la Directiva Fiscal | La ley del 2003 dice que las causas relacionadas con el cannabis son específicamente castigadas por multa policial si no son problemáticas y son por uso personal (autoconsumo), pero este concepto fue anulado por no ser claro por la Corte Constitucional. |
| Chipre             | El cannabis es una sustancia de clase B - cadena perpetua es posible por el uso y un máximo de 8 años por posesión (máximo 2 años para la primera ofensa por menores de 25 años de edad). | Estupefacientes y Sustancias Sicotrópicas Ley de 1977, Art. 6 (delito), s.30A (cantidades), Lista Tercera (sanciones) | 3 plantas o más, o 30 g o más de productos del cannabis, se supone que son para el suministro. | Distinción por ley | En la práctica, la alerta puede darse a un primer delito menor. |
| Chile              | Está penado con multa y cárcel el tráfico de droga y todo lo que se haga para traficarla: plantar, transportar, esconder, guardar, vender, comprar, importar, exportar. | Ley de Drogas y Estupefacientes | La ley Chilena permite el consumo, pero no especifica cantidades. Habla de consumo personal exclusivo y próximo en el tiempo, pero en la práctica esto queda a la voluntad de cada magistrado. | Existen varias listas de drogas; sin embargo, el cannabis está en la lista 1, al lado de la heroína y cocaína.                                                            | El autocultivo suele ser perseguido por Art. 8 (Cultivo sin autorización), ante intachable conducta anterior suele dictarse pena remitida. |
| Dinamarca          | Al igual que con cualquier droga, los delitos relacionados con el cannabis se castiga con una multa o pena de cárcel de hasta 2 años. | Orden Ejecutiva No.698/1993 sección 27 (1); la Ley N º 445 de 2004, sección 3 (1); Directiva Fiscal 35/2004 | La multa es la respuesta típica. Por la posesión de la primera infracción hasta 10 g de hachís o 50 g de marihuana, el procurador general de Justicia permite solo una advertencia en circunstancias limitadas. | Sólo se distinguen en la Directiva Fiscal y, en circunstancias limitadas, las repetidas advertencias sólo se permiten por posesión de cannabis.                           | En el 2004 la ley cambiaría para considerar la advertencia como una excepción a la regla; la multa sería la norma. |
| Eslovenia          | Al igual que con todas las sustancias adictivas, la posesión es un delito menor que es objeto de la Ley de faltas, castigado con una multa de SIT 50.000-150.000 o hasta 30 días de cárcel. La posesión de pequeñas cantidades para uso personal por una sola vez es un delito menor castigable con una multa de 10 000 y SIT SIT 50000 o una pena de prisión de hasta 5 días. | Producción y comercio de rogas Ilícitas, Art 33 | - | No | No ha habido casos de condena a pena de cárcel en las últimas tres décadas. De acuerdo con la nueva Ley de faltas, el encarcelamiento por delitos menores se suprimirá por completo. |
| España             | Los delitos relacionados con el cannabis son el tráfico ilegal, favorecer, facilitar o promover su uso o la posesión y el uso en lugares públicos, y se castigan con sanciones administrativas. | Ley 1/1992, Art 25-28. | La práctica judicial indica que la posesión punible comprende los importes superiores a 40 g de hachís. | No | Las sentencias por tráfico de «drogas muy peligrosas» conllevan sanciones más altas, no incluyendo el cannabis. El consumo y el cultivo para uso propio no está penalizado. |
| Finlandia          | Al igual que con cualquier droga, los delitos relacionados con el cannabis, como el consumo, posesión o cultivo, se castigan con una multa o hasta dos años de cárcel. La posesión de una pequeña cantidad para uso personal será castigado con una multa o prisión de hasta 6 meses. | Código Penal Capítulo 50:1 y 50:2a | - | No | La ley finlandesa reconoce el concepto de "droga muy peligrosa", que se refiere a un estupefaciente que pueden causar la muerte por sobredosis o daños graves para la salud. Esta definición no se aplica al cannabis. |
| Francia            | Al igual que con cualquier droga, el consumo es punible con una multa o pena de prisión de hasta un año, la posesión es castigada con hasta 10 años. | Código de la sanidad pública Art.L.3421-1; Código Penal Art. 222-37; Circular del Ministerio de Justicia of 8 de abril de 2005 | Si se es detenido por primera vez consumiendo, puede darse una simple advertencia si el consumo es ocasional y no justifica la acusación. Los consumidores regulares son dirigidos al servicio de salud o a instituciones sociales. | No. Aunque el Circular cita el cannabis continuamente como un ejemplo | La ley francesa no reconoce oficialmente los motivos para acusar por posesión. Pero de acuerdo con la Circular del 2005, la posesión es castigada como si fuera consumo. |
| Grecia             | Al igual que con cualquier droga, los delitos relacionados con el cannabis se pueden condenar con hasta un año de prisión, que el autor puede optar por cambiar por tratamiento si es la primera condena. | Art.12 Ley 1729/1987, modificado por el Art. 5 de la ley 3189/2003, 2161/1993 art.14 | - | Distinguida en la ley: el cultivo del cannabis solo será considerado como uso personal (autoconsumo).                                                                     | - |
| Hungría            | Al igual que con todas las sustancias adictivas, un delito menor como poseer una pequeña cantidad puede condenar hasta dos años de cárcel, o, si se comete por un adicto, hasta un año de prisión, servicio comunitario o una multa. Puede haber excepciones a la pena si el delincuente participa en un programa de tratamiento. | Código Penal (Ley N º IV de 1978), s.282, s.282 / C; norma legal 5 / 1979 s. 23 | Hasta 1 g de THC como principio activo | No | - |
| Irlanda            | En concreto, la posesión de cannabis para autoconsumo se castiga con una multa si se comete por primera o segunda vez. A partir de la tercera infracción, el infractor puede incurrir en penas de prisión de hasta 1 año (sumaria) o hasta 3 años (de acusación), o una multa, o ambas cosas. | Uso Indebido de Drogas Ley ss.3, 27 (1) (a) | La multa sigue a una condena penal en los tribunales. | Distinción por la ley | - |
| País               | Legislación | Nivel de procesamiento | ¿Se distingue de otras substancias? ¿Cómo? | Notas | |
| Italia             | Al igual que con cualquier droga, los delitos relacionados con el cannabis (como la posesión para uso propio) se castigan con sanciones administrativas a partir de la segunda infracción. | DPR 309/90, Art. 75. | Sólo se da una advertencia por una primera infracción de posesión de este tipo de droga para consumo particular, con la presunción de que el delincuente no tiene la intención de reincidir en el futuro. | Distinción por la ley - la advertencia se da sólo para la clase de droga en la que se incluye el cannabis.                                                                | La advertencia se da siempre, en caso de que no sea aplicable ninguna otra sanción. |
| Lituania           | Al igual que con cualquier droga, el delito menor de poseer una pequeña cantidad es castigado con multa de hasta 6.250 litas, el arresto de 10 a 45 días, o la restricción de la libertad de hasta 2 años. Delitos que poseen más de una pequeña cantidad, castigado con prisión de hasta 2 años. | Código de Infracciones Administrativas Art. 44, del Código Penal, Art.259; Orden N º V-314 del Ministerio de Salud de 23 de abril de 2003 (cantidades) | Menos de 5 gramos de hierba, 0,25 g de la resina es un delito menor. | No | - |
| Luxemburgo         | En concreto los delitos relacionados con el cannabis, incluyendo el consumo, sin circunstancias agravantes se castiga con una multa de 250 a 2500 €. | Ley 19 de febrero de 1973, modificada por la Ley 27 de abril de 2001, Art. 7 | El consumo de cannabis frente a un menor de edad, una escuela o en el lugar de trabajo puede dar lugar a penas de cárcel (de 8 días a 6 meses), si un menor de edad participa también puede dar lugar a penas de prisión de 6 meses a 2 años y / o se castiga con una multa de 500 € a 25.000 € | Distinción por la ley | La distinción se hizo para el cannabis en 2001 (Art7 A: otra droga, y B: el cannabis y los derivados del cannabis). Antes de esto, toda la droga era tratada por igual. |
| México             | No se procederá en contra de aquella persona a quien, no siendo farmacodependiente, se le encuentre en posesión de alguno de los narcóticos señalados en el artículo 193, por una sola vez y en cantidad tal que pueda presumirse que está destinada a consumo propio. En el artículo 194 dice que «se impondrá de diez a veinticinco años y de cien hasta quinientos días de multa» a quien: -Produzca, transporte, trafique, comercie, suministre aun gratuitamente o prescriba alguno de los narcóticos señalados en el artículo anterior, sin la autorización correspondiente a que se refiere la Ley General de Salud. - Introduzca o extraiga del país alguno de los narcóticos comprendidos en el artículo anterior, aunque fuere en forma momentánea o en tránsito. -Aporte recursos económicos o de cualquier especie, o colabore de cualquier manera al financiamiento, supervisión o fomento para posibilitar la ejecución de alguno de los delitos a que se refiere este capítulo - Realice actos de publicidad o propaganda, para que se consuma cualesquiera de las sustancias comprendidas en el artículo anterior. | Código Penal para el Distrito Federal en Materia Común y para toda la República en Materia Federal, Arts. 193; 194. | En 2005, el presidente Vicente Fox envió una reforma de ley a la Cámara de los Diputados para criminalizar incluso este tipo de consumo (autoconsumo). Dicha iniciativa fue aprobada con varias reformas en abril de 2006 y establece entre otras cosas que la policía no podrá sancionar a quienes tengan en su posesión hasta cinco gramos de marihuana. La ley fue vetada poco después por el presidente Vicente Fox. -En abril de 2009 el Congreso de la Unión despenalizó la posesión de hasta cinco gramos de esta planta, estrictamente para consumo personal, dentro de un paquete de reformas que pretende hacer más eficiente la lucha contra el narcotráfico. -En noviembre de 2015, la Suprema Corte de Justicia de la Nación estableció que la Sociedad Mexicana de Autoconsumo Responsable y Tolerante (Smart) tiene el derecho de cultivar marihuana para el autoconsumo sin fines de lucro. | Distinción por la ley | -"La Ley de Narcomenudeo fue adoptada por el Congreso en abril de 2009 y entró en vigor en agosto de 2009, eliminando todas las sanciones por cantidades para uso personal establecidas así: 5 gramos de cannabis, 2 gramos de opio, medio gramo de cocaína, 50 miligramos de heroína o 40 miligramos de metanfetamina o mdma. Los usuarios serán sometidos a tratamiento obligatorio solamente después del tercer arresto." Existen diferentes puntos que se deben de considerar para los portadores y quienes son sorprendidos con dicha sustancia. "El consumo de sustancias psicoactivas no es un delito en México, pero la posesión con fines de consumo sí está tipificada como delito. No obstante, si la posesión no excede los montos máximos que establece la Tabla de Orientación y si no se presenta en los lugares señalados en el Art. 475 de la Ley General de Salud (escuela, cárceles, etc.) entonces no lleva aparejada pena privativa de libertad". |
| Noruega            | Cultivo, posesión y consumo de cannabis se consideran como delitos. | Ley de Medicamentos, ss.24 y 31 (2), el Reglamento relativo a Narcóticos sección 4 y el Código Penal Civil s. 162. | Sobre la base de una directiva del Director del Ministerio Público, las multas son habituales para el uso y la posesión de max. 5 g de cannabis. Las cantidades más grandes o la repetición de delitos similares en poco tiempo (3 meses) son normalmente procesados. | No | Un comité propuso en 2003 que el uso y la posesión de pequeñas cantidades de estupefacientes debe ser resuelta con un escrito simplificado prescribiendo una multa, previamente fijada, opcional. La propuesta sigue en estudio en el Departamento de Justicia. |
| Países Bajos       | La posesión de cualquier droga controlada es un delito penal, la posesión de hasta 30 gramos de cannabis es legalmente punible con prisión de un mes y / o una multa de 2250 €, pero pequeñas cantidades para autoconsumo están exentos de castigo. | Ley del Opio, art. 3C; opio Directiva Ley | La Directiva establece que la investigación y persecución de la posesión de cannabis para consumo particular (hasta 5 g) tienen la prioridad más baja judicial, la venta de hasta 5 gramos de cannabis en coffee shops no suele ser investigada (una transacción incluye todas las ventas y las compras realizadas por un coffee shop solo en el mismo día con el mismo comprador). Las directrices AHOJ-G especifica los términos y condiciones para la venta de cannabis en los coffee shops. El estocaje máximo permitido en un momento dado es de 500 g por cada coffee shop. | Distinguida por ley | Venta, producción y posesión de hasta 30 gramos de cannabis son legalmente punibles con encierro de un mes y / o una multa de 2250€, por la posesión de más de 30 gramos de cannabis, las penas máximas son cuatro años de cárcel para la importación o exportación, y dos años para la fabricación, incluyendo el cultivo, transporte, venta, posesión y almacenamiento. |
| Polonia            | Al igual que con cualquier droga, la posesión es delito penal, castigado con penas de hasta 3 años. En un caso de "menor gravedad", la pena es de prisión de hasta un año, la limitación de la libertad o una multa. | Ley de Lucha contra la Drogadicción, de 29 de julio de 2005, Art.62.1 | Loa delitos de cannabis tienden a ser interpretados como de "menor gravedad". | No existe distinción en cuanto a la Ley se refiere, pero es posible por decisión judicial distinción en la interpretación de "menor gravedad".                            | - |
| Portugal           | Al igual que con cualquier droga, los delitos relacionados con el cannabis, como el consumo, adquisición y detención puede recibir una sanción administrativa. | Ley 30/2000, Art. 2, n.º 1. | Los casos son evaluados y se decidió en una Comisión para la disuasión de Farmacodependencia (Ley 30/2000, art. 5, n º 1). El tratamiento se ofrece para situaciones de consumo problemático / abuso de cannabis, y pueden ser aplicadas sanciones administrativas para 10 dosis diarias, es decir, hasta 25 gramos de marihuana o 5 gramos de hachís (la Ley 30/2000, art. 2, N º 2 y el decreto del Gobierno 94 / 96) | Distinción por la ley - la sanción administrativa varía según la clase de droga (Ley 30/2000, Art. 15, n º 4 c). Y Art.16)                                                | - |
| Reino Unido        | Los delitos relacionados con el cannabis, como la posesión, se castiga con hasta dos años de prisión, la policía puede advertir en lugar de perseguir, y los tribunales pueden aplicar multas, libertad condicional o servicio comunitario. | Uso indebido de Drogas de 1971 la sección 5; Orientación ACPO ejecución cannabis | Existe una presunción contra la detención. Sin embargo, si hay uso público, reincidencia, un problema de policía local, o un riesgo para los menores, la policía se orienta a la detención. | Distinción por ley (la clase de sustancia) y la orientación de la policía (específico para el cannabis)                                                                   | En enero de 2004, el cannabis fue reclasificado a la clase C. La detención policial, no es normal por la posesión de drogas de Clase C, se conserva, para su en determinadas circunstancias. Las penas por posesión con intención de traficar son de hasta 14 años de prisión. |
| República Checa    | Como con toda la droga, sanción administrativa si la cantidad es pequeña, sujeta a multa policial o advertencia. Se considera delito poseer una «cantidad mayor que la considerada pequeña», castigable con más de 2 años de cárcel. | Faltas Ley S.30 (1) (j), del Código Penal s.187a | No | El nuevo proyecto del Código Penal sugería distinción entre el cannabis y otras sustancias en caso de posesión, pero el proyecto fue rechazado por razones sin confirmar. | |
| República Eslovaca | Al igual que con toda la droga, la posesión para uso personal es una ofensa criminal, punible con hasta a un máximo de cárcel de 3 años, o hasta 5 años por un importe más elevado, aunque también son posibles pena de prisión de inicio o servicio a la comunidad de 40 a 300 horas. | Código Penal, s.171, s.135 | De acuerdo con el Código Penal, el tribunal podrá, bajo ciertas condiciones, renunciar a una pena inferior a dos años por un delito, si el delincuente y su comportamiento y otras circunstancias dan garantía de que el objeto de una sanción se cumplirá sin que el infractor se queda en la cárcel | No | - |
| Suecia             | Al igual que con cualquier droga, los delitos relacionados con el cannabis, como el consumo, se castigan con pena de prisión de hasta 3 años. Si se considera menor, según la naturaleza de la sustancia, etc, hasta seis meses o una multa. | Ley de Castigos por Estupefacientes Narcóticos (1968:64), ss.1-2 | Los usuarios son normalmente multados. | No | - |
| País               | Infracciones y sanciones por consumo propio | Legislación | Nivel de procesamiento | ¿Se distingue de otras substancias? ¿Cómo? | Notas |

Todos los datos extraídos de ELDD

## Incoherencias y vacíos legales
Existen, en algunos países, vacíos legales tales como la legalidad de la posesión de cannabis para consumo pero no transportarlo por la vía pública ya que sería considerado tráfico. Tal es el caso de España (ley corcuera) y Perú, donde existe el vacío legal en el artículo 299 del Código Penal.
En Argentina, si bien la Corte Suprema de Justicia declaró la inconstitucionalidad de los artículos de la Ley 23.737 de Drogas que criminalizan la tenencia para el consumo particular de sustancias estupefacientes, la misma aún no ha sido modificada, de manera tal que al día de hoy continúan abriéndose procesos penales contra quienes son hallados con dichas sustancias. Cabe aclarar que en estos casos los tribunales federales inferiores declaran la inconstitucionalidad de dichos artículos, invocando la jurisprudencia de la Corte Suprema y sobreseyendo en consecuencia a los imputados por este delito.
Otro caso de incoherencia de las leyes regulatorias de la droga se da entre las leyes federales de Estados Unidos, que no permiten ningún tipo de comercialización, y las leyes de algunos estados, como por ejemplo, California, que permite la comercialización de cannabis a pacientes medicinales.
Los residentes de los estados de Colorado y Washington legalizaron la producción, venta y posesión de la marihuana y los de Massachusetts aprobaron su consumo para fines médicos.
La nueva ley estatal aprobada en Colorado entró en vigencia el 1.º de enero de 2014, la Enmienda 64, dice que cualquier persona mayor de 21 años de edad tiene derecho a consumir marihuana.
Tras el fracaso de la Proposición 19 de California hace dos años, la Enmienda 64 es la primera ley estadounidense que permite el consumo de la marihuana sin tener que aducir razones médicas.
Washington dio por aprobada por su parte la Iniciativa I-502 que también permite consumir la marihuana por motivos recreativos.[cita requerida]

## Cronología de países sobre su legalización
| País       | Fecha de vigencia        | Comercialización regulada |
| ---------- | ------------------------ | ------------------------- |
| Uruguay    | 10 de diciembre de 2013  | julio de 2017             |
| Georgia    | 30 de julio de 2018      | No autorizada             |
| Sudáfrica  | 18 de septiembre de 2018 | No autorizada             |
| Canadá     | 17 de octubre de 2018    | 17 de octubre de 2018     |
| México     | 28 de junio de 2021      | No autorizada             |
| Malta      | 14 de diciembre de 2021  | No autorizada             |
| Tailandia  | 9 de junio de 2022       | 9 de junio de 2022        |
| Luxemburgo | 21 de julio de 2023      | No autorizada             |
| Alemania   | 1 de abril de 2024       | No autorizada             |